# Stade de Ouragahio
Le stade de Ouragahio est un stade de football de Côte d'Ivoire qui se situe dans la ville d'Ouragahio. 
Le stade est actuellement en reconstruction et devrait s'étendre afin de présenter les normes FIF nécessaires au haut niveau africain.
C'est le stade où joue l'ASC Ouragahio, club promu de MTN Ligue 2 2007 en MTN Ligue 1 2008.